# Starre Kroon
De Starre Kroon is een boerderij uit 1797 midden in het Noord-Hollandse dorp Burgerbrug. De boerderij is gezichtsbepalend voor dit dorp en is beschermd als provinciaal monument.

## Ontstaan
Al in de zeventiende eeuw moet op de plek van de huidige boerderij een woning hebben gestaan. Het kavel is het midden van het dorp Burgerbrug, dat kort na de drooglegging van de Zijpe is ontstaan rond de gelijknamige brug over de Grote Sloot.
Aan het einde van de 18e eeuw was het gebouw op deze plek in zo'n slechte staat dat tot afbraak en nieuwbouw werd overgegaan. De prestigieuze boerderij die in 1797 gereed kwam gold toentertijd als een van de grootste en mooiste van de Zijpe en domineert sindsdien het dorp.

## Gevelsteen

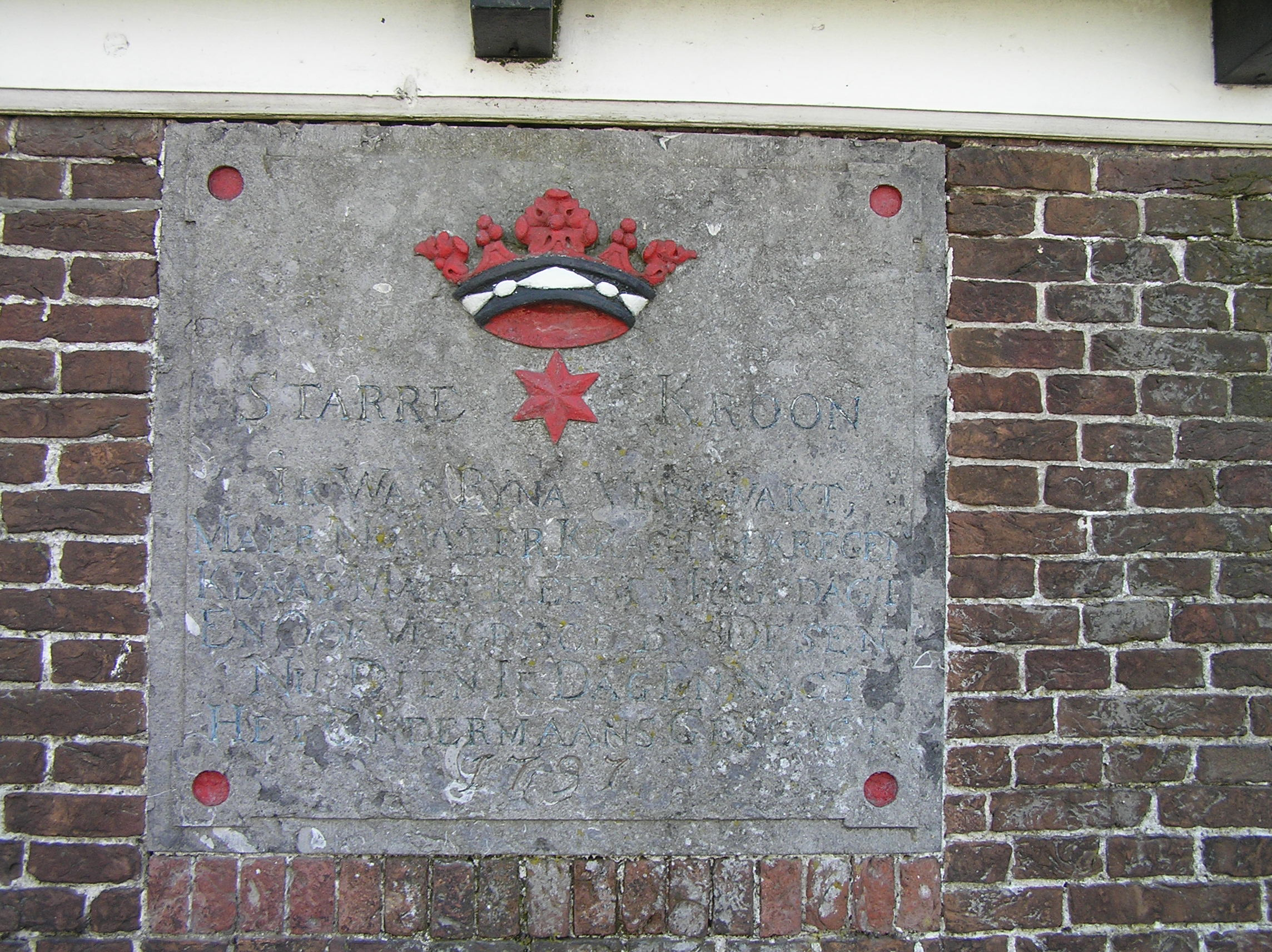
De bewuste gevelsteen

In de voorgevel is een oude gevelsteen te zien met daarop de volgende tekst:
STARRE KROON

IK WAS BYNA VERSWAKT
MAER NU, WEER KRAGT GEKREGEN
KLAAS MAET HEEFT MY GEDAGT
EN OOK VERGROOD BY BESTEN
NU DIEN IK DAG EN NAGT
HET ONDERMAANS GESLAGT

1797
Genoemde Klaas Maet was een bakker die door zijn huwelijk met de gefortuneerde weduwe Dalenberg in het bezit was gekomen van een grote hoeveelheid grond. Van het fortuin is op de plek waar de vorige bebouwing "byna verswakt" was de grote boerderij gebouwd.
De naam, Starre Kroon, waar starre "ster" betekent, verwijst naar de ster Alphekka, de helderste ster in het sterrenbeeld Noorderkroon. Deze naam zou symbolisch zijn voor de plaats van de boerderij tussen de andere Zijper boerderijen: de mooiste, rijkste parel op de kroon van Zijper boerderijen. 

## Restauratie
Tot voor enkele jaren geleden verkeerde de monumentale boerderij in zeer slechte staat. De noordelijke buitenmuur was zozeer verzakt dat hij schuin over de stoep helde. De rieten kap was begroeid met mos en had op enkele plaatsen losgelaten. Op verschillende plaatsen zaten er scheuren in de buitenmuur.
Na het overlijden van de enige bewoner werd besloten dat de geschiedenis zich moest herhalen: de boerderij zou grotendeels worden afgebroken, ingrijpend worden gerenoveerd en uiteindelijk in oude glorie herrijzen. In 2006 kwam de herbouw gereed.